# Luuk Balkestein
Luuk Balkestein (født 9. april 1954 i Apeldoorn, Holland) er en hollandsk tidligere fodboldspiller (forsvarer).
Balkestein spillede én kamp for Hollands landshold, en venskabskamp mod Frankrig 26. marts 1980. På klubplan spillede han hele sin karriere i hjemlandet, hvor han repræsenterede de to Rotterdam-klubber Sparta og Feyenoord.